# Ferdinando Quaglia
Ferdinando Quaglia (Piacenza, 13 ottobre 1780 – Parigi, 3 febbraio 1853) è stato un miniatore e litografo italiano.

## Biografia
Ferdinando Quaglia nacque in una famiglia composta dal padre Giulio-Cesare Quaglia e da sua madre Marianna Rouachin.
Risultò uno dei più importanti ritrattisti in miniatura del suo tempo.
Il suo percorso di studi artistici e di formazione incluse soggiorni a Parma, a Firenze e a Milano, dove venne invitato da G. B. Maggi, membro dell'assemblea legislativa, di recarsi a Parigi nel 1805, lavorando per la corte napoleonica, assieme a Jean-Baptiste Isabey, che lo influenzò stilisticamente. A Parigi fu protetto dall'imperatrice Giuseppina di Beauharnais, che lo annesse alla sua casa.
Nelle sue opere non si trova solo la finitura dell'esecuzione, dato che i suoi ritratti si caratterizzarono per una brillante ed efficacia espressiva che ricorda Francisco Goya, per una finezza di esecuzione, per un colorito fresco.
Tra i suoi ritratti più celebri si ricordano quelli della Imperatrice Giuseppina, di G. B. Maggi, di Pietro Cavagnari, di Giorgio d'Inghilterra, delle regine Giulia di Spagna e Desirée di Svezia.

## Opere

### Ritratti
- Imperatrice Giuseppina;
- G. B. Maggi;
- Pietro Cavagnari;
- Giorgio d'Inghilterra;
- Giulia di Spagna;
- Desirée di Svezia.